# أليكساندرو ستان
أليكساندرو ستان (بالرومانية: Alexandru Stan)‏ (7 فبراير 1989 ببوخارست في رومانيا - ) هو لاعب كرة قدم روماني في مركز الوسط. لعب مع نادي أسترا جورجو ونادي ستيوا بوخارست وكونكورديا كياجنا وCS Turnu Severin ‏ وFC Progresul București ‏ وACS Berceni ‏.

## وصلات خارجية
- أليكساندرو ستان على موقع قاعدة بيانات كرة القدم.إي يو (الإنجليزية)
- أليكساندرو ستان على موقع Soccerway.com (الإنجليزية)
- أليكساندرو ستان على موقع AS.com (الإسبانية)